# Fénix (catch)
 (juin 2021).
Fénix  (né le 30 décembre 1990 à Mexico) est un catcheur (lutteur professionnel) mexicain. Il travaille actuellement à la World Wrestling Entertainment, dans la division SmackDown, sous le nom de Rey Fénix.
Il est le frère cadet de Pentagón Jr..

## Carrière

### Asistencia Asesoría y Administración (2011-2016)
Lors de Triplemanía XXII, il perd contre El Hijo del Fantasma dans un dans un Ten-way elimination match qui comprenaient également Daga, Angélico, Australian Suicide, Bengala, Drago, Jack Evans, Joe Líder et Pentagón Jr. pour unifier le AAA Fusión Championship et le AAA Cruiserweight Championship, et ne devient pas le premier AAA World Cruiserweight Champion,. Lors de Guerra de Titanes (2014), lui et Myzteziz perdent contre "Los Perros del Mal" (Joe Líder et Pentagón Jr.) dans un Three-Way Tag Team Match qui comprenaient également Los Güeros del Cielo (Angélico et Jack Evans) et ne remportent pas les AAA World Tag Team Championship.
Lors de Rey de Reyes 2015, il perd contre El Hijo del Fantasma et ne remporte pas le AAA Cruiserweight Championship.
Lors de Guerra de Titanes 2016, lui et Aero Star perdent contre Averno et Chessman dans un Three-Way Elimination Match qui comprenaient également Máscara Año 2000 Jr. et Villano IV et ne remportent pas les vacants AAA World Tag Team Championship.
Lors de Triplemania XXVI, il bat Jeff Jarrett, Rich Swann & Brian Cage et remporte le AAA Mega Championship.

### Circuit indépendant mexicain (2016-...)
Le 27 janvier, lui, Daga, Garza et Penta El Zero M annoncent la formation d'un nouveau groupe appelé La Rebelión.

### Japon (2012, 2013, 2016)
Le 12 septembre, lui et Yoshinari Ogawa battent Taiji Ishimori et Atsushi Kotoge.
Le 22 septembre, il perd contre Taiji Ishimori et ne remporte pas le GHC Junior Heavyweight Championship,,,. Le match a également marqué la fin de la première tournée de Fénix avec la Pro Wrestling Noah.

### Lucha Underground (2014–2018)
Le 14 novembre, il perd le titre contre King Cuerno. Le 21 novembre, il bat King Cuerno dans un Ladder Match et remporte le Gift of the Gods Championship pour la deuxième fois. Le 16 mars 2016, il encaisse son Gift of the Gods Championship contre Mil Muertes et le bat pour remporter le Lucha Underground Championship. La semaine suivante, il perd le titre contre "The Monster" Matanza Cueto dans un 21-man Aztec Warfare Match.
Lors de Ultima Lucha Dos, lui, Aero Star et Drago battent Jack Evans, Johnny Mundo et PJ Black et remportent les Lucha Underground Trios Championship. Il devient par la même occasion le premier Triple Crown Champion de la Lucha Underground.
Le 13 juin 2018 lors de Lucha Underground saison 4 épisode 1, il perd au cours d'un Modern Warfare match contre Pentagón Dark et ne remporte pas le Lucha Underground Title, ce match impliquait aussi Chavo Guerrero, Daga, Dragon Azteca Jr., Tommy Dreamer, Hernandez, Jeremiah Crane, Joey Ryan, Johnny Mundo, Killshot, King Cuerno, Mariposa, Marty Martinez, Mil Muertes, Mr. Pectacular, Ricky Mundo, Son Of Havoc, The Mack et Vinny Massaro.
Il effectue son retour le 12 septembre en perdant avec Aerostar et Drago contre The Reptile Tribe un match de championnat pour les Trios Championships. Après le match, Fénix repousse Melissa Santos qui était venu le réconforter. Le 19 septembre, il bat Aerostar, après le match, il tente de l'attaquer mais il sera retenu par Dragon Azteca Jr, il lui portera un Muscle Buster pour se venger de ce dernier.
Le 10 octobre, Fénix et Mill Muertes battent Dragon Azteca Jr. et The Mack.
Le 7 novembre lors de la deuxième partie de Ultima Lucha Cuatro, il bat El Dragon Azteca Jr. au cours d'un Two-out of -Three Falls match.

### Pro Wrestling Guerrilla (2015-2017)
Le 28 août, 2015, Fénix fait ses débuts à la Pro Wrestling Guerrilla (PWG) en tant que participant au Battle of Los Angeles 2015, où il perd face à Matt Sydal dans son match de premier tour. Lors de PWG Battle Of Los Angeles 2015 - Tag 3, lui, Angélico et The Inner City Machine Guns (Rich Swann et Ricochet) perdent contre Mount Rushmore 2.0 (The Young Bucks, Roderick Strong et Super Dragon). Le 2 septembre 2016, il retourne à la PWG en tant que participant au Battle of Los Angeles 2016, où il perd face à Will Ospreay dans son match de premier tour. Lors de la troisième nuit du tournoi, lui et Pentagón Jr. perdent contre The Young Bucks et ne remportent pas les PWG World Tag Team Championship,. Lors de PWG "Nice Boys (Don't Play Rock N' Roll)", ils battent The Young Bucks dans un Three Way Tag Team Match qui comprenaient également Matt Sydal et Ricochet et remportent les PWG World Tag Team Championship,.
Le 16 septembre 2018 lors de Battle of Los Angeles Day 3, Fenix et Penta El 0M perdent contre Zachary Wentz et Dezmond Xavier et ne remportent pas les PWG Tag Team titles. Le 19 octobre lors de Smokey and the Bandido, Rey Fenix perd contre Bandido.

### All American Wrestling (2015–2019)
Il fait ses débuts à la All American Wrestling lors de Windy City Classic XI où il perd contre Tommaso Ciampa. Lors de Take No Prisoners 2016, il perd contre Pentagón Jr.. Lors de United We Stand 2016, il bat Marty Scurll. Lors de Don't Stop Believing, lui et ACH battent Unbreakable F'N Machines (Michael Elgin et Brian Cage). Lors de The Chaos Theory 2017, il perd contre Sami Callihan et ne remporte pas le AAW Heavyweight Championship. Lors de Homecoming 2017, il bat Trevor Lee. Lors de Take No Prisoners 2017, lui et AR Fox battent OI4K (Sami Callihan et Jake Crist) et remportent les AAW Tag Team Championship.
Le 3 février 2018 lors de AAW The Chaos Theory, il perd le AAW Heavyweight Title contre ACH.
Le 21 juillet 2018 lors de AAW United We Stand, il bat Dezmond Xavier.
Le 28 septembre lors de AAW Jim Lynam Memorial Tournament Day-1, il bat Shane Strickland. Le 29 septembre lors de AAW Jim Lynam Memorial Tournament Day-2, il perd contre DJ Z.
Le 10 novembre lors de AAW Legacy 2018, il gagne avec Penta El Zero M contre Dezmond Xavier & Zachary Wentz.

### Impact Wrestling (2018-2019)
Le 22 avril à Impact Redemption, il perd un triple threat match impliquant Austin Aries et Pentagon Jr au profit de ce dernier et ne remporte pas le Impact World Championship.
Le 5 juillet à Impact, il bat Rich Swann, après le match, il est attaqué par oVe et Sami Callihan, il sera secouru par Pentagon Jr.. Le 12 juillet à Impact, il perd avec Rich Swann et Pentagón Jr. face à oVe et Sami Callihan.
Le 22 juillet lors de Slammiversary, il perd un Fatal-4 Way match incluant Taiji Ishimori, Petey Williams et Johnny Impact au profit de ce dernier.
Le 2 août à Impact, Pentagón Jr. et Fenix battent oVe. Le 16 août à Impact, Fénix bat Sami Callihan, après le match il est confronté par Brian Cage l'actuel champion de la X Division.
Le 30 août à Impact ReDifined, il perd contre Brian Cage et ne remporte pas le titre de la X-Division. Après le match, Fénix et Pentagon Jr sont attaqués par oVe mais ils seront secourus par Brian Cage. Le 13 septembre à Impact, les Lucha Brothers battent le Cult of Lee, plus tard ils sont défiés pour un match au Bound for Glory par oVe. Plus tard, Cage bat Kongo Kong. Après le match, il annonce qu'il accepte le défi de oVe pour Bound for Glory. Le 20 septembre à Impact, les Lucha Brothers battent Matt Sydal & Rich Swann. Après le match, les membres de oVe tentent de les attaquer mais ils fuiront une fois que Brian Cage aura fait son entrée.
Le 4 octobre à Impact, les Lucha Brothers et Brian Cage gagnent par disqualification contre Callihan et les frères Crist après que Callihan ait frappé l'arbitre. Après le match, une bagarre éclate entre les six hommes. Le 14 octobre lors de Bound for Glory 2018, les Lucha Brothers et Brian Cage perdent contre oVe au cours d'un oVe Rules match.
Le 18 octobre à Impact, il défie Johnny Impact pour le championnat mondial d'Impact Wrestling. Johnny Impact accepte le défi pour la semaine suivante. La semaine suivante à Impact, il perd contre Johnny Impact et ne remporte pas le titre mondial de Impact. Après le match, Fénix est attaqué par The OGz (King, Hernandez et Homicide), il sera secouru par Pentagon Jr armé d'une chaise. Le 1er novembre à Impact, Pentagon Jr. bat Homicide. Après le match, Pentagon et Fénix sont attaqués par The OGz. Le 8 novembre à Impact, les Lucha Bros battent The OGz (Homicide & Hernandez).
Le 29 novembre à Impact, ils battent Rich Swann & Willie Mack. Après le match, ils reçoivent un défi de la part des champions par équipe de Impact The Latin American Xchange pour le show Homecoming!  Le 13 décembre à Impact, Fénix bat Santana.
Le 3 janvier 2019 à Impact, lui et Pentagón Jr. battent Brian Cage & Johnny Impact. Le 6 janvier lors de Homecoming, ils perdent contre LAX et ne remportent pas les titres par équipe de Impact.

#### Impact World Tag Team Champion (2019)
Le 11 janvier à Impact, ils battent The Rascalz (Dezmond Xavier & Zachary Wentz). Le 1er février à Impact, The Lucha Brothers & Daga battent LAX & Taurus. Après le match, les Lucha Brothers défient LAX pour un match de championnat par équipe la semaine suivante. La semaine suivante à Impact, ils battent LAX et remportent les titres par équipe de Impact.
Lors de United We Stand, ils battent Rob Van Dam & Sabu. Le 19 avril à Impact, ils battent Eli Drake et Eddie Edwards et conservent leurs titres par équipe de Impact. Après le match, ils ont une altercation avec LAX. Lors de Rebellion, ils perdent les titres lors d'un full metal mayhem match contre LAX.
Le 3 mai à Impact, il bat Eddie Edwards.

### All Elite Wrestling (2019-2024)
Le 7 février 2019 lors d'un rassemblement de la All Elite Wrestling, ils signent officiellement avec la fédération, puis ont une altercation physique avec les Young Bucks, qu'ils affronteront lors du premier pay-per-view inaugural : Double or Nothing.
Le 25 mai à Double or Nothing, ils ne remportent pas les titres mondiaux par équipes de la AAA, battus par les Young Bucks. Le 7 juin lors du pay-per view de la AAA : Verano de Escandalo, ils deviennent les nouveaux champions du monde par équipes de la AAA en prenant leur revanche sur leurs adversaires. Le 29 juin à Fyter Fest, Laredo Kid et eux perdent face à Kenny Omega et leurs mêmes opposants dans un 6-Man Tag Team match.
Le 13 juillet à Fight for the Fallen, ils battent SCU. Le 31 août à All Out, ils conservent leurs titres en rebattant les Young Bucks dans un Ladder match. 
Le 30 octobre à Dynamite, ils ne remportent pas les titres mondiaux par équipes, battus par SCU (Frankie Kazarian et Scorpio Sky) en finale du tournoi. Le 9 novembre à Full Gear, ils ne remportent pas les ceintures, rebattus par leurs mêmes adversaires dans un 3-Way Tag Team match qui inclut également Private Party.

#### The Death Triangle, champions du monde par équipes et champions du monde Trios avec PAC (2020-2023)
Le 4 mars à Dynamite, PAC et eux effectuent un Heel Turn, forment officiellement une alliance et se font appeler The Death Triangle. À cause de la pandémie de Covid-19 aux États-Unis, le catcheur britannique est contraint de rester dans son pays natal, au Royaume-Uni, pendant 8 mois.
Le 24 juin à Dynamite, ils font leur retour, s'allient avec The Butcher et The Blade, défient FTR et les partenaires de leur choix à Fyter Fest et les attaquent avant l'arrivée des Young Bucks.
Le 8 juillet à Fyter Fest Night 2, les quatre catcheurs battent le quartet adverse dans un 8-Man Tag Team match. Le 5 septembre à All Out, ils ne remportent pas la 21-Man Casino Battle Royal, gagnée par Lance Archer, et ne deviennent pas aspirants no 1 au titre mondial.
Le 11 novembre à Dynamite, les deux frères sont opposés l'un à l'autre, et il perd face à son aîné. Après leur combat, PAC fait son retour et effectue un Face Turn en confrontant Eddie Kingston. La semaine suivante à Dynamite, après la victoire de PAC sur The Blade, ils effectuent aussi un Face Turn, car ils empêchent le second d'attaquer le catcheur britannique, retournent aux côtés de ce dernier et mettent fin à leur alliance avec Eddie Kingston et ses deux subordonnés.
Le 7 mars 2021 à Revolution, il remporte la Casino Tag Team Battle Royal et permet à son équipe de devenir aspirante no 1 aux titres mondiaux par équipes. 
Le 5 septembre à All Out, ils deviennent les nouveaux champions du monde par équipes en battant les Young Bucks dans un Steel Cage match. 
Le 16 octobre à Dynamite, ils ne conservent pas leurs titres mondiaux par équipes de la AAA, battus par FTR, ce qui met fin à un long règne de 853 jours. Le 13 novembre à Full Gear, ils conservent leurs titres en prenant leur revanche sur leurs mêmes adversaires.
Le 5 janvier 2022 à Dynamite, ils ne conservent pas leurs ceintures, battus par Jurassic Express (Jungle Boy et Luchasaurus), ce qui met fin à un règne de 122 jours.
Le 29 mai à Double or Nothing, PAC et eux perdent face à House of Black dans un 6-Man Tag Team match. Pendant le combat, Julia Hart effectue un Heel Turn, car elle asperge du Black Mist au visage de leur partenaire.
Le 7 septembre à Dynamite, ils deviennent les nouveaux champions du monde Trios en battant les Best Friends, remportent les titres pour la première fois de leurs carrières et deviennent les seconds champions.
Le 19 novembre à Full Gear, ils conservent leurs titres en battant l'Elite (Kenny Omega et les Young Bucks) dans un Trios match.
Le 11 janvier 2023 à Dynamite, ils ne conservent pas leurs ceintures, battus pas leurs mêmes adversaires dans un Esclera de la Muerte du dernier Best of Seven Series match, ce qui met fin à un règne de 126 jours.

#### Diverses rivalités et départ (2023-2024)
Le 5 mars lors du pré-show à Revolution, Mark Briscoe et eux battent Tony Nese, Josh Woods et Ari Daivari dans un Trios match.
Le 28 mai lors du pré-show à Double or Nothing, ils ne remportent pas le titre International, battus par Orange Cassidy dans un 21-Man Blackjack Battle Royal.
Le 20 septembre à Dynamite: Grand Slam, il devient le nouveau champion International en battant Jon Moxley et remporte le titre pour la première fois de sa carrière. 
Le 1er octobre à WrestleDream, ils ne deviennent pas aspirants n°1 aux titres mondiaux par équipes, battus par les Young Bucks dans un 4-Way Tag Team match qui inclut également The Gunns, Orange Cassidy et HOOK. Le 10 octobre à Dynamite, il ne conserve pas sa ceinture, rebattu par Orange Cassidy, ce qui met fin à un règne de 20 jours.
Le 26 mai 2024 à Double or Nothing, PAC et eux ne remportent pas les titres mondiaux Trios et par équipes de 3 de la ROH, battus par Bang Bang Gang (Jay White et The Gunns) dans un Trios match. Le 30 juin lors du pré-show à Forbidden Door, Místico et eux battent Los Ingobernables de Japon (Hiromu Takahashi, Titán et Yota Tsuji) par soumission dans la même stipulation.

### Autres Fédérations
Le 4 septembre, il fait ses débuts pour la Chikara, en tant que participant au King Of Trios 2015 au côté de Aero Star et Drago en tant "Team AAA" et leur de leur match de premier tour, ils battent The Gentleman's Club (Chuck Taylor, Drew Gulak et The Swamp Monster). Le lendemain, ils battent The Nightmare Warriors (Frightmare, Hallowicked et Silver Ant) pour se qualifier pour les Demi-Finales du tournoi. Le 6 septembre, ils battent The Devastation Corporation (Blaster McMassive, Flex Rumblecrunch et Max Smashmaster) en Demi -Finale, puis le Bullet Club (A.J. Styles et The Young Bucks) en finale pour remporter le tournoi. Lors de WrestleCon SuperShow 2017, lui et Penta El Zero M perdent contre The Hardys Boyz (Jeff Hardy et Matt Hardy),,.
Le 20 avril 2018 lors de MLW Fusion, il perd contre Pentagón Jr..
Le 19 juillet 2018 lors de MLW Battle Riot, Rey Fenix et Penta El Zero M battent Rey Horus & Drago et conservent les MLW Tag Team Titles.
Le 2 septembre lors de Warrior Wrestling #2, il gane avec Penta El Zero M, Brian Cage et Sammy Guevarra contre Austin Aries, Rey Mysterio, Jr., Jeff Cobb et Rich Swann. Juste après, il gagne avec Brian Cage contre Penta El Zero M et Sammy Guevarra. Dans le main Event, il perd contre Brian Cage et ne devient pas le premier Warrior Wrestling Champion.

### World Wrestling Entertainment (2025-...)

#### Débuts àSmackDown(2025-...)
Le 21 mars 2025, il signe officiellement avec la World Wrestling Entertainment.
Le 4 avril à SmackDown, il fait ses débuts dans le show bleu, dispute son premier match et bat Nathan Frazer. 15 soirs plus tard à WrestleMania 41, il remplace Rey Mysterio blessé, mais perd face à El Grande Americano et subit sa première défaite.  

## Palmarès
- All American Wrestling
  - 1 fois AAW Heavyweight Championship
  - 1 fois AAW Tag Team Championship avec AR Fox

- All Elite Wrestling
  - 1 fois AEW World Tag Team Championship avec Penta El Zero M
  - 1 fois AEW World Trios Championship avec Penta El Zero M et PAC
  - 1 fois AEW International Championship

- Asistencia Asesoría y Administración
  - 1 fois AAA Fusión Championship
  - 1 fois AAA Latin American Championship
  - 1 fois AAA Mega Championship
  - 1 fois AAA World Cruiserweight Championship
  - 2 fois AAA World Tag Team Championship avec Pentagón Jr.
  - AAA Fusión Championship Tournament (2013)
  - 1er AAA Triple Crown Champion

- Chikara
  - King of Trios (2015) avec Aero Star et Drago

- Impact ! Wrestling
  - 1 fois Impact ! World Tag Team Champion avec Pentagón Jr.
- The Crash
  - 1 fois The Crash Cruiserweight Championship[113]
  - Trofeo X Gym (2015)

- Lucha Ilimitado
  - 1 fois Corazón de Oro Championship (actuel)[114]

- Lucha Underground
  - 2 fois Gift of the Gods Championship (Record du nombre de règnes)
  - 1 fois Lucha Underground Championship
  - 1 fois Lucha Underground Trios Championship avec Aero Star et Drago
  - 1er Lucha Underground Triple Crown Champion

- Oddity Wrestling Alliance
  - 1 fois Border x Brewing Championship (actuel)[115]
  - Border x Brewing Championship Tournament (2017)[115]

- Perros del Mal Producciones
  - 1 fois Perros del Mal Light Heavyweight Championship[116]

- Pro Wrestling Guerrilla
  - 1 fois PWG World Tag Team Championship avec Penta El Zero M

- Pro Wrestling Illustrated
  - Classé 162e sur 500 dans le classement en 2015[117]
- Ring of Honor
  - 1 fois ROH World Tag Team Championship avec Pentagon Jr.

- MLW
  - 1 fois MLW Tag Team Championship avec Penta El Zero M

- Xtrem Mexican Wrestling
  - 1 fois XMW Tag Team Championship avec Dark Dragon (actuel)[118]

## Récompenses de magazines
- Pro Wrestling Illustrated

| Année | 2014 | 2015 | 2016 | 2017 | 2018 | 2019 | 2020 | 2021 | 2022 | 2023 | 2024 |
| ----- | ---- | ---- | ---- | ---- | ---- | ---- | ---- | ---- | ---- | ---- | ---- |
| Rang  | 159  | 162  | 89   | 124  | 61   | 22   | 52   | 55   | 55   | 65   | 135  |

- Wrestling Observer Newsletter

| # | Résultat | Adversaire                                                    | Évènement                                   | Date             | Durée | Lieu                                     | Notes |
| - | -------- | ------------------------------------------------------------- | ------------------------------------------- | ---------------- | ----- | ---------------------------------------- | --- |
| 1 | Victoire | The Young Bucks                                               | AEW All Out                                 | 31 août 2019     | 24:10 | Hoffman Estates (Illinois)               | Il s'agit d'un Ladder Match où il fait équipe avec Pentagón Jr. pour le Championnats par équipe de la AAA dont ils détiennent les ceintures (le match a été noté 5.25).    |
| 2 | Défaite  | Kenny Omega                                                   | AEW Dynamite #67 - New Year's Smash - Tag 1 | 6 janvier 2021   | 17:01 | Daily's Place, Jacksonville (Floride)    | Le Championnat du Monde AEW de Omega était en jeu. |
| 3 | Défaite  | The Young Bucks                                               | AEW Dynamite                                | 14 avril 2021    | 23:22 | Daily's Place, Jacksonville (Floride)    | Il s'agit d'un match par équipe pour les Championnats du monde par équipe de la AEW où il faisait équipe avec PAC.                                                         |
| 4 | Victoire | The Young Bucks                                               | All Out (2021)                              | 6 septembre 2021 | 22:05 | Now Arena, Hoffman Estates (Illinois)    | Il s'agit d'un Steel Cage Match où il fait équipe avec Pentagón Jr. pour les Championnats du monde par équipe de la AEW détenu par les Bucks.                              |
| 5 | Victoire | Los Jinetes del Aire (El Hijo del Vikingo et Laredo Kid)      | Heroes Inmortales XIV                       | 9 octobre 2021   | 16:25 | Coliseo La Concordia, Orizaba (Veracruz) | Il s'agit d'un match par équipe où il fait équipe avec Pentagón Jr. pour le Championnats par équipe de la AAA dont ils détiennent les ceintures.                           |
| 6 | Défaite  | The Young Bucks                                               | AEW Rampage #44                             | 3 juin 2022      | 14:53 | Ontario (Californie)                     | |
| 7 | Défaite  | The United Empire (Kyle Fletcher, Mark Davis et Will Ospreay) | AEW Dynamite #151                           | 24 août 2022     | 25:22 | Wolstein Center, Cleveland (Ohio)        | Il s'agit d'un match par équipe de six comptant dans le tournoi pour déterminer les premiers AEW World Trios Champions. il faisait équipe avec PAC et Penta El Zero Miedo. |
| 8 | Défaite  | El Hijo del Vikingo                                           | Triplemanía XXX                             | 15 octobre 2022  | 19:27 | Mexico, Mexique                          | Le AAA Mega Championship de del Vikingo était en jeu. |